# Uncharted: Drake's Fortune
Uncharted: Drake's Fortune je akční dobrodružná hra z roku 2007, kterou vyvinula společnost Naughty Dog a vydala společnost Sony Computer Entertainment pro PlayStation 3. Jedná se o první hru ze série Uncharted.

## Synopse
Hra sleduje Nathana Drakea, údajného potomka objevitele sira Francise Drakea, který spolu s novinářkou Elenou Fisherovou a mentorem Victorem Sullivanem pátrá po ztraceném pokladu Eldorado.

## Vývoj
Vývoj hry začala v roce 2005 společnost Naughty Dog. Během vývoje se rozhodli, že hra bude akční adventura s prvky plošinovky a pohledem třetí osoby. Tým pravidelně aktualizoval nebo zcela měnil různé aspekty týkající se příběhu, kódování a designu hry, což vedlo ke zpožděním. Vývojáři se inspirovali ve filmech, rodokapsech a filmových seriálech.

## Vydání
Hra byla propagována jako exkluzivní hra pro PlayStation 3. Vydána byla v listopadu 2007 pro PlayStation 3.
Dočkala se obecně příznivých recenzí, které chválily postavy, dabing, příběh, hudbu, technické zpracování a produkci. Hra byla kritizována za grafické problémy, krátkou délku, úseky s vozidly a výraznou obtížnost.
Uncharted: Drake's Fortune se po deseti týdnech od vydání prodalo milion kopií.

### Pokračování
V roce 2009 následovalo pokračování Uncharted 2: Among Thieves, které bylo později znovuvydáno na PlayStation 4 jako součást Uncharted: The Nathan Drake Collection.